# 田中豊 (技術者)

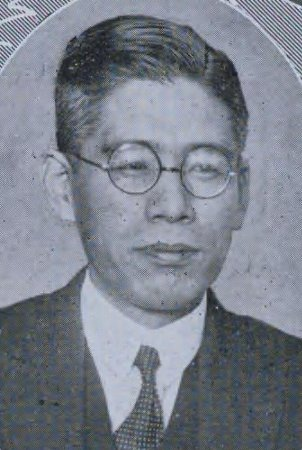
田中豊

田中 豊（たなか ゆたか、1888年〈明治21年〉1月29日 - 1964年〈昭和39年〉8月27日） は、日本近代橋梁史上最も著名な技術者。東京大学名誉教授。工学博士。

## 人物
長野県長野市出身。元は橋梁技術者ではなく、鉄道系の技術者で、鉄道省時代は設計の規格化などの仕事に従事した。帝都復興院には太田圓三とともに在籍することになるが、なぜか橋梁課長に抜擢されることになった。恩師・広井勇に顧問への就任を依頼したところ、「落ちないようにやればよい」と逆に激励されたという。
関東大震災によって被害を受けた橋梁の総数は、東京で675橋、横浜で108橋であったが、復興事業の設計責任者として隅田川にかかる永代橋や清洲橋といった橋梁群を手がけ、新技術を次々に導入して橋梁近代化の礎を成した。また同じく復興局時代には、福田武雄を指導して新潟の萬代橋の設計を行う。鉄道技師としても総武線隅田川橋梁や東武伊勢崎線隅田川橋梁の設計に関わるなど橋梁技術者としての傑出した業績を残す。さらに東京大学教授として多くの橋梁エンジニアの育成に貢献した。
計画・設計・施工・美観などの面において優れた特色を有する橋梁に与えられる、土木学会田中賞が創設された。正三位。

## 略歴
- 1888年（明治21年） 長野県長野市に生れる。
- 1906年（明治39年） 静岡県立静岡中学校卒業。
- 1909年（明治42年） 第七高等学校卒業。
- 1913年（大正2年） 東京帝国大学工科大学土木工学科卒業。鉄道院技術部勤務。
- 1920年（大正9年） 2年間の英国留学を命じられる。留学期間中、ドイツ、米国に転学する。
- 1923年（大正12年） 帝都復興院技師を兼任。
- 1924年（大正13年） 帝都復興院廃止。内務省復興局技師。
- 1925年（大正14年） 東京帝国大学教授兼任。
- 1926年（大正15年） 相生橋、永代橋が完成。
- 1927年（昭和2年） 蔵前橋、駒形橋が完成。
- 1928年（昭和3年） 言問橋、清洲橋が完成。
- 1929年（昭和4年） 萬代橋が完成。工学博士。
- 1945年（昭和20年） 土木学会会長。
- 1948年（昭和23年） 東京大学を定年退官。名誉教授。
- 1961年（昭和36年） 本州四国連絡橋調査委員会委員長。
- 1964年（昭和39年） 逝去。享年76。
- 1966年（昭和41年） 土木学会が「田中賞」を創設。

## 栄典
- 勲二等旭日重光章
- 1944年（昭和19年）3月7日 - 勲三等瑞宝章[1]
- 紫綬褒章